# Budapest elpusztult nevezetes I. kerületi épületeinek listája
Az alábbi lista Budapest elpusztult nevezetes I. kerületi épületeit sorolja fel. A források hiánya miatt az összeállítás nem tekinthető teljesnek.

## A lista
| Név                                                  | Építés ideje       | Elpusztulás ideje | Elhelyezkedés                                                    | Tervező                                                                                    | Megjegyzés | Kép                                                             |
| ---------------------------------------------------- | ------------------ | ----------------- | ---------------------------------------------------------------- | ------------------------------------------------------------------------------------------ | --- | --------------------------------------------------------------- |
| Mária Magdolna-templom                               | 13. század         | 1950              | Kapisztrán tér                                                   |                                                                                            | Az 1944-es ostrom során több bombatalálat érte az épületet. Ezt követően Rákosi Mátyás parancsára lebontották. A gótikus tornyot Csemegi József tervei szerint 1950–1952 között állították helyre. |                                                                 |
| Budavári régi evangélikus templom                    | ?                  | 19. sz. vége      |                                                                  |                                                                                            | |                                                                 |
| Szent Miklós kolostor                                | ?                  | 17. sz.           | Hess András tér                                                  |                                                                                            | Helyére épült 1969-ben a Hilton szálló |                                                                 |
| Jezsuita kollégium                                   | ?                  | ?                 |                                                                  |                                                                                            | Maradványait a Hilton Szálló tartalmazza. |                                                                 |
| Krisztinavárosi kápolna                              | 1700-as évek eleje | 1795              | Mészáros u. 1.                                                   |                                                                                            | Helyére épült a Krisztinavárosi Havas Boldogasszony-plébániatemplom. |                                                                 |
| Gellért-hegyi kálvária                               | 1715               | 1920-as évek–1951 | Gellért-hegy                                                     |                                                                                            | Több lépcsőben bontották el. |                                                                 |
| Szent Demeter-templom                                | 1742–1751          | 1949              | Döbrentei térnél                                                 |                                                                                            | Budapest ostroma során 1945-ben súlyosan megsérült, 1949-ben lebontották. |                                                                 |
| Arany Kacsa                                          | 18. sz.            | 1968              | Kacsa utca 18.                                                   |                                                                                            | |                                                                 |
| Fehérkereszt fogadó                                  | 1775–1776          | 19. sz.           | Batthyány tér                                                    |                                                                                            | |                                                                 |
| József főhercegi palota                              | 1787–1789          | 1968              | Szent György tér                                                 | Anton Fisches                                                                              | 1968-ban felrobbantották. |                                                                 |
| Budai Színkör                                        | 1843               | 1937              | a mai Horváth-kert északi részén                                 | Ságody Ferenc (más forrás szerint Ságody József)                                           | 1937-ben elbontották. |                                                                 |
| Régi Budavári evangélikus templom                    | 1846               | 1895 körül (?)    | Dísz tér                                                         |                                                                                            | A telekre a Honvédelmi Minisztériumnak volt szüksége, és így telekcsere után a Bécsi kapu téren épülhetett fel az új Budavári evangélikus templom. A régi templomot elbontották. |                                                                 |
| Blum-malom                                           | 1853               | 1926              | Batthyány tér                                                    |                                                                                            | | Archiválva 2016. május 5-i dátummal a Wayback Machine-ben       |
| Karátsonyi-palota                                    | 1853–1856          | 1938              | Krisztina körút 55.                                              | Pán József                                                                                 | Az épület az 1930-as évek elejére a hitelezők kezére került. 1938-ban alapjaiig lebontották. A telken a magyar kormány egy német birodalmi iskola (Reichsschule) építését tervezte, de ez sohasem épült fel. A második világháború után a telekre a Kohó- és Gépipari Minisztérium Tervező Intézetének (KGMTI) székházát építették. |                                                                 |
| A Régi budai vízmű szivattyúháza                     | 1856               | 1880-as évek?     | Fő u. 3.                                                         | Clark Ádám                                                                                 | A Clark Ádám által tervezett berendezést az új szivattyúház építésekor elbontották, helyére Máltás Hugó tervei alapján bérház épült. |                                                                 |
| Budai indóház (Régi déli pályaudvar)                 | 1859–1861          | 1945              | Krisztina körút 37                                               | Gregersen Guilbrand vagy Karl Etzel                                                        | Helyére épült az új Déli pályaudvar. |                                                                 |
| Budai Takarékpénztár, földszintjén a Lánchíd kávéház | 1860–1862          | 1949              | Clark Ádám tér                                                   | Ybl Miklós                                                                                 | 1945-ben pusztult el. Végső maradványait, amelyben a Lánchíd eszpresszó működött, 1990-ben bontották el. |                                                                 |
| Budai Népszínház                                     | 1861               | 1870              | a Lánchíd budai hídfőjénél                                       | Mátyás király egykori lovardáját Gerster Károly és Frey Lajos tervei alapján átalakították | Rövid ideig létező épület. Az üzemelte vállalat néhány év alatt csődbe ment. 1870-ben a színházat elbontották. | Archiválva 2020. szeptember 25-i dátummal a Wayback Machine-ben |
| Öntőház utcai zsinagóga                              | 1865–1866          | 1945 k.           | Öntőház utca                                                     | Knabe Ignác                                                                                | A második világháborúban súlyosan megsérült, ezért lebontották. |                                                                 |
| Kereskedelmi Minisztérium                            | 1870–1873          | 1948              | Clark Ádám tér                                                   |                                                                                            | Budapest ostroma során jelentős károkat szenvedett. Megmentése helyett maradványait 1948-ban felrobbantották. |                                                                 |
| Budai Tornacsarnok                                   | 1878               | 1941              | az Attila utca és a Szent János tér találkozásánál               | Lukse-Fábry Béla                                                                           | 1940 februárjában a tornaegyletet kiköltöztették épületből. 1941-ben a tornacsarnokot lebontották. |                                                                 |
| Honvédelmi Minisztérium palotája                     | 1879–1881          | 1945 után         | Szent György tér 3.                                              | Kallina Mór                                                                                | Budapest ostroma során jelentős károkat szenvedett. A minisztérium palotáját a romeltakarítást követően elbontották. |                                                                 |
| Honvéd Főparancsnokság                               | 1895–1897          | 1945 után         | Dísz tér 17.                                                     | Kallina Mór                                                                                | Budapest ostroma során jelentős károkat szenvedett. A főparancsnokság épületéről a kupolát és a felső két emeletet visszabontották és évtizedekig torzóként állt a Dísz téren. 2012 és 2014 között részlegesen felújították. |                                                                 |
| a Közmunkatanács Palotája                            | 1897               | 1938 k.           | Döbrentei tér 4.                                                 | Francsek Imre (építész, 1864–1920)                                                         | A Közmunkatanács 1938-ban átköltözött a mai Madách téren lévő, frissen elkészült új székházba, a Döbrentei téri épület elbontásra került. |                                                                 |
| Darabont testőrségi laktanya                         | 19. sz.            | 1945 után         | Dózsa György tér                                                 |                                                                                            | A Dózsa György tér oldalán állt épületpár bal oldali tagja. Mindkét épület Budapest ostroma során súlyosan megsérült, maradványaik felhasználásával modern ikerházak épültek a helyükre. | Archiválva 2020. szeptember 20-i dátummal a Wayback Machine-ben |
| Lónyay Menyhért villája                              | 19. sz.            | 1944–1945         | Halászbástyánál                                                  |                                                                                            | A Halászbástya tövében álló épület 1944–1945-ben pusztult el. |                                                                 |
| Marczibányi-palota                                   | 19. sz. (?)        | 19. sz. vége      | Dísz tér                                                         |                                                                                            | A 19. század végén bontották el, és a helyére ötemeletes bérház épült. |                                                                 |
| Batthyány téri bioszkóp                              | 19. sz. (?)        | 1902 után         | Batthyány tér                                                    |                                                                                            | |                                                                 |
| Diplomataház                                         | 1901               | 1945 k.           | Lovarda utca                                                     | Hauszmann Alajos                                                                           | A második világháború alatt elpusztult három lakóház helyére épült. A 2020-as években újjáépítették. |                                                                 |
| Udvarlaki őrségépület                                | 1903               | 1945 után         | a Szent György utcából kiinduló palota-főútvonal nyugati oldalán | Hauszmann Alajos                                                                           | A második világháború utáni helyreállítási munkák során került elbontásra. |                                                                 |
| Fehér Sas téri iskola                                | 1906               | 1935              | Fehér Sas tér 3.                                                 | Balázs Ernő                                                                                | A Tabán városrész felszámolásakor bontották el. |                                                                 |
| Krisztina körúti vásárcsarnok                        | 1928 k.            | 1945 k.           | Budapest, Lovas út 6/A.                                          | Kosch Jenő, Krencsey Géza                                                                  | A második világháború alatt elpusztult. |                                                                 |
| Diplomataház                                         | 1981               | 2021–2022         | Szentháromság tér                                                | Jánossy György és Laczkovics László                                                        | A második világháború alatt elpusztult három lakóház helyére épült. |                                                                 |